# 石籬

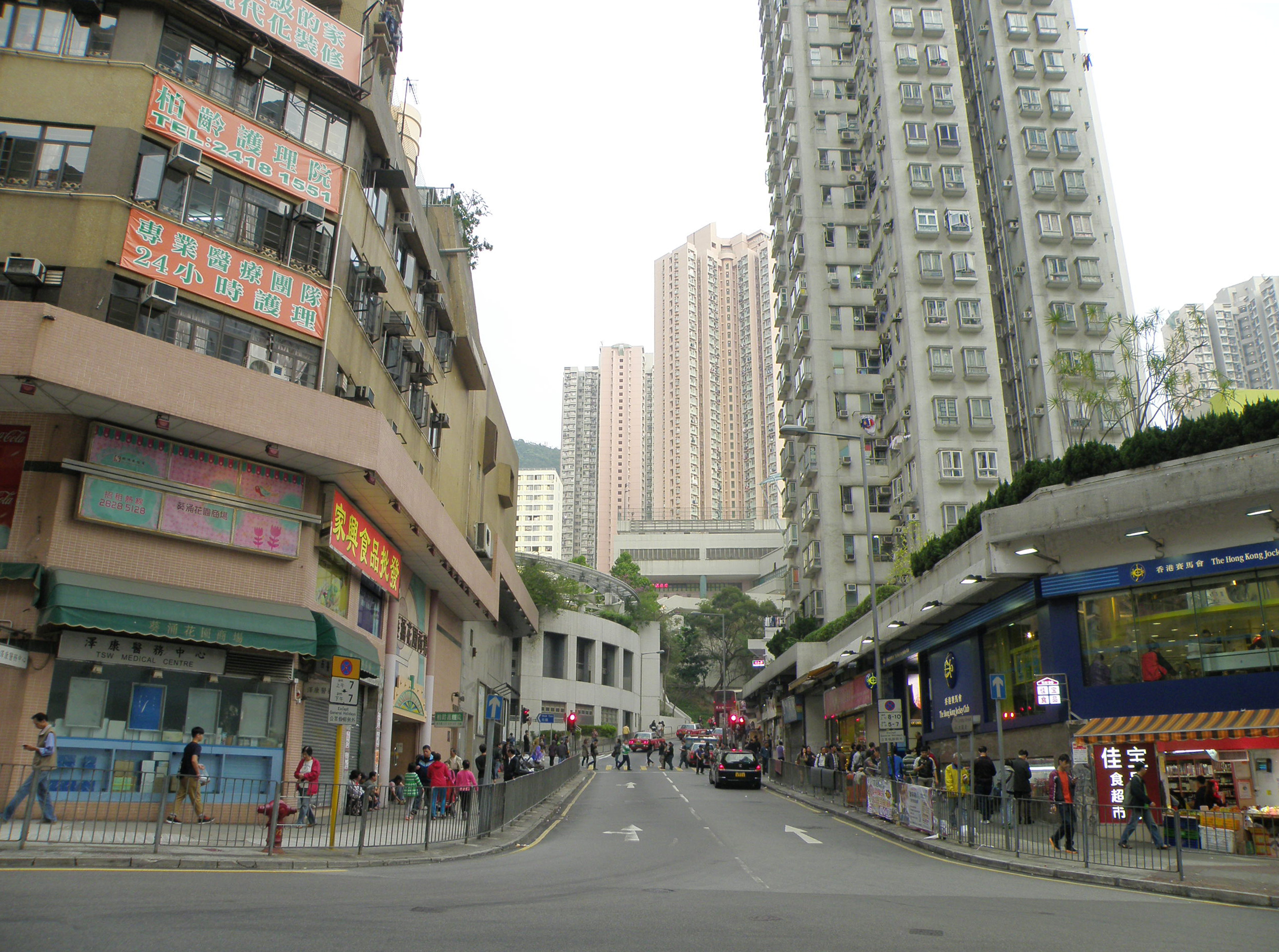
今北葵涌石籬一帶建築
攝於和宜合道及大隴街交界，2015年4月

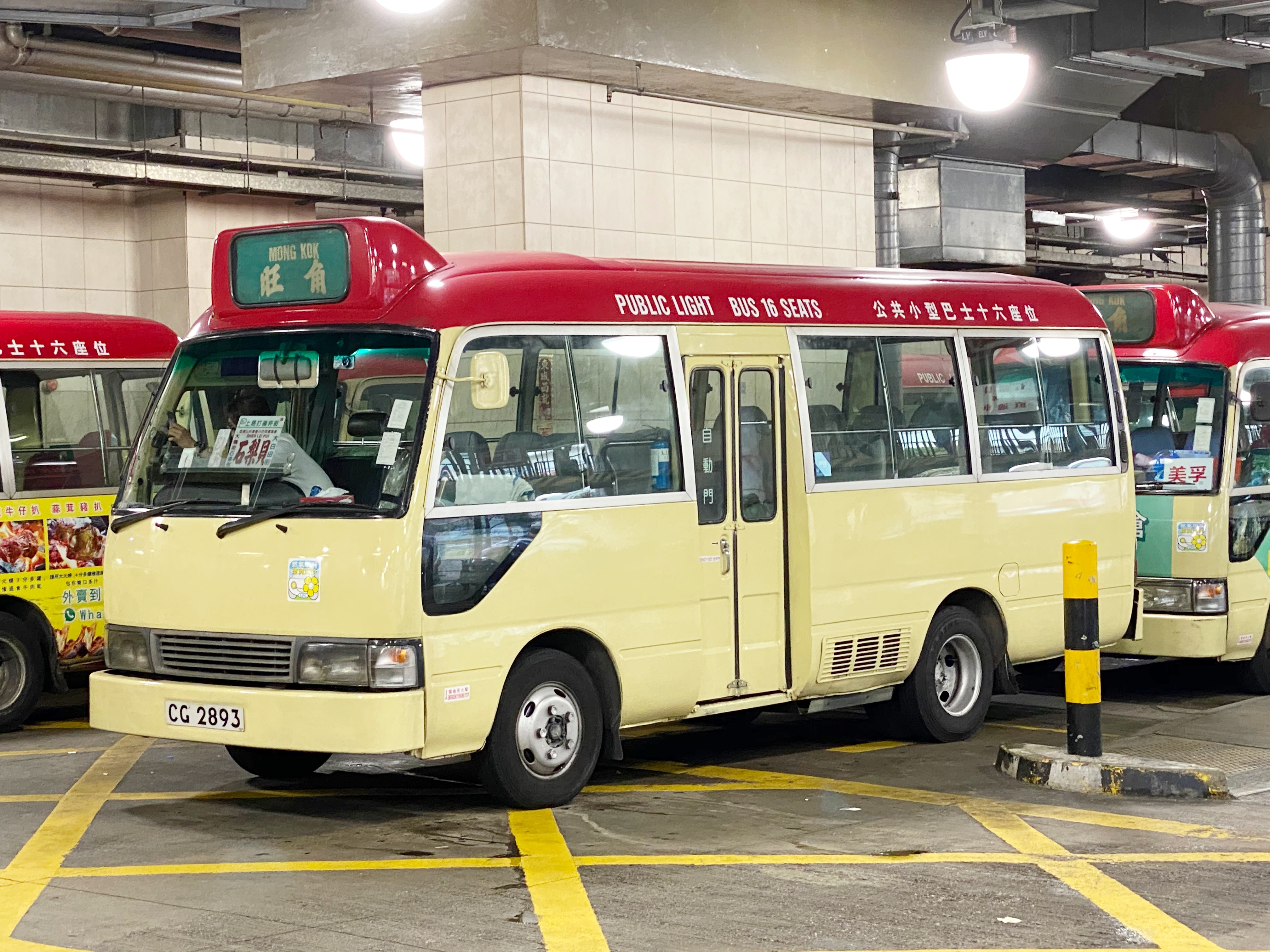
一輛由旺角朗豪坊開往石籬邨的公共小巴，車頭展示「石梨貝」的目的地

石籬（英語：Shek Lei），又稱石梨或石梨貝，是香港新界葵青區葵涌的一個地方，涵蓋公共屋邨石籬邨，和宜合道一帶私人住宅，還有打磚坪街一帶的工商貿區。石籬位於上葵涌（又稱北葵涌）東面，位處金山和孖指徑西面山麓和青山公路之間，毗鄰石蔭邨以及安蔭邨。

## 歷史
石籬又稱石梨，兩名相通，位處中葵涌村落群以東的山腰，平地很少。20世紀以前，已有農民在山澗之間開闢梯田耕種。自1950年代起，不少來港難民在山嶺上的石梨和白田仔築寮屋農舍定居，以種菜和養豬為生。近山腳則有中葵涌山邊村，亦有針織廠設廠於此（今打磚坪街）。
1960年代香港人口急增和工業發展迅速，香港政府於1963年起清拆石梨一帶的寮屋、徵收農地，大部份居民獲安置到大窩口徙置區和葵涌新區。政府隨即在石梨開山闢地，先興建和宜合道，並在道路南北分別興建工業區和徙置區。徙置區命名為「石梨新區」，後更名為「石籬新區」，亦有人稱之為石梨貝邨，於1966年落成。至1970年代初，整個石籬的發展，包括打磚坪街工業區和和宜合道住宅區已大致完成。
金山有土名石梨山，東南麓原建有石梨背村，即現今石梨貝水塘所在地，1924年因興建水塘拆卸，與石梨所在位置正好相隔在金山山脊的另一面。過去至今仍有不少人稱石籬一帶為「石梨貝」。
由於石籬為處山上，如居民要從葵涌道步行上石籬，需花費不少時間和力氣。多年來，石籬一直未有鐵路覆蓋，大部份居民只能依賴巴士和小巴出入社區。由於石籬的公共交通版圖未能直接覆蓋香港大部份地區，不少居民需要接駁到葵興或葵芳轉乘港鐵。

## 未來發展
2023年，香港政府《施政報告》建議興建中鐵綫優化方案，連接錦田、荃灣、葵涌至九龍塘。新鐵路走線將穿過石籬，或有機會於石籬設立中途站。

## 建築

### 住宅

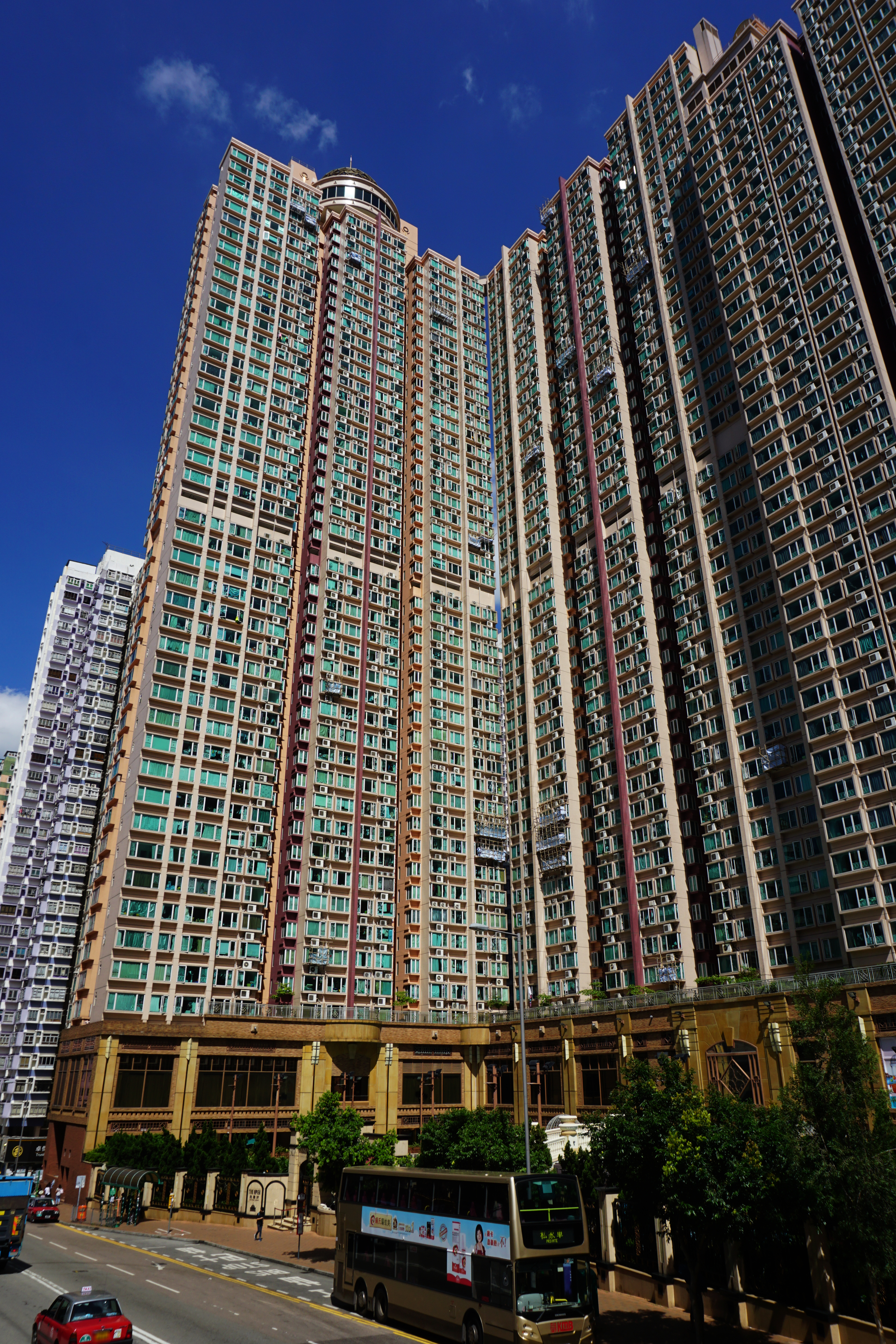
雍雅軒

- 石籬（一）邨
- 石籬（二）邨
- 雍雅軒
- 葵星中心
- 寶星中心

### 工商業

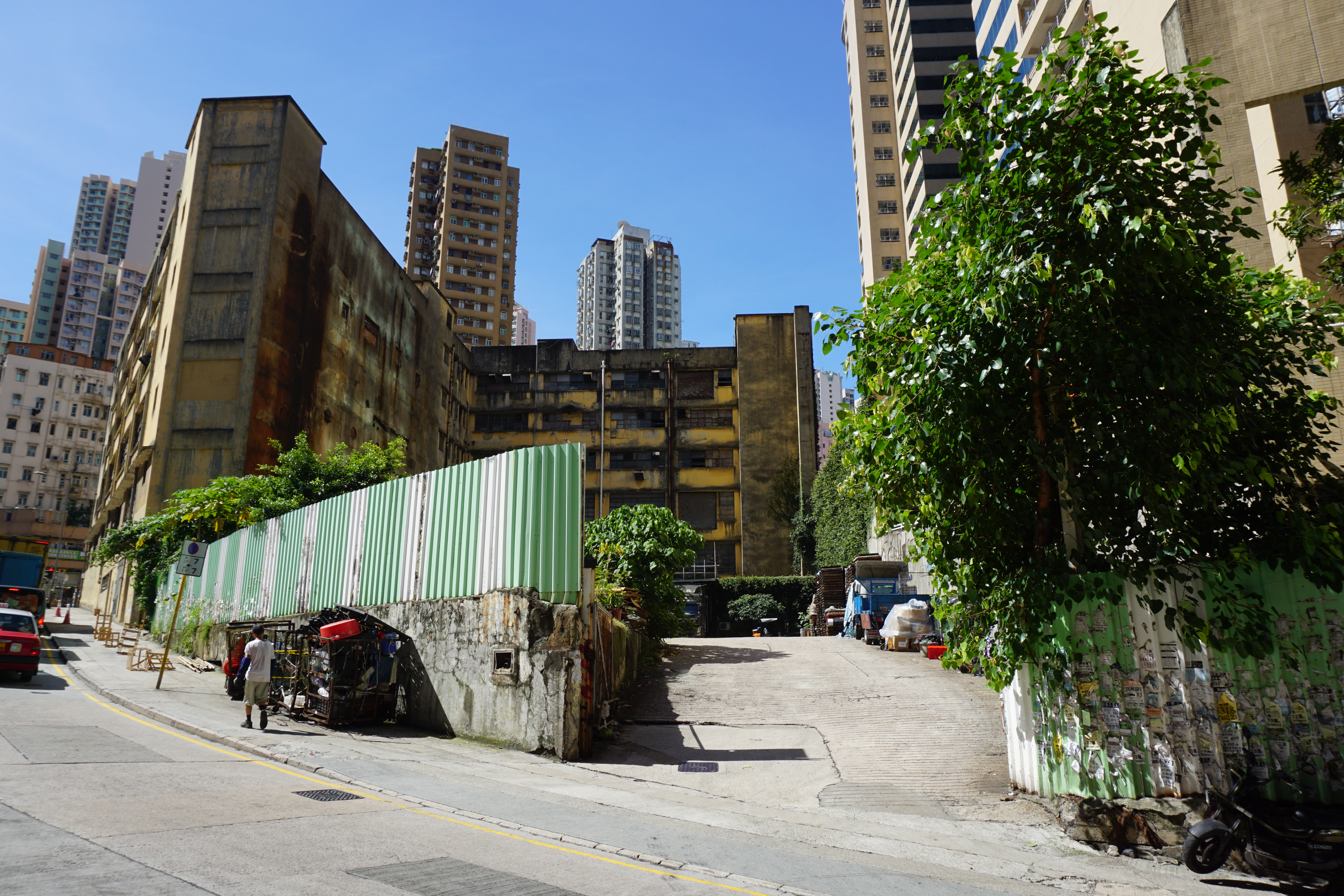
打磚坪街，前南豐紡織廠

- 麗晶中心
- 和豐工業中心

### 社區設施
- 石排街公園
- 石籬探奇遊樂場
- 大隴街遊樂場
- 和宜合道熟食市場
- 石籬社區會堂

## 交通

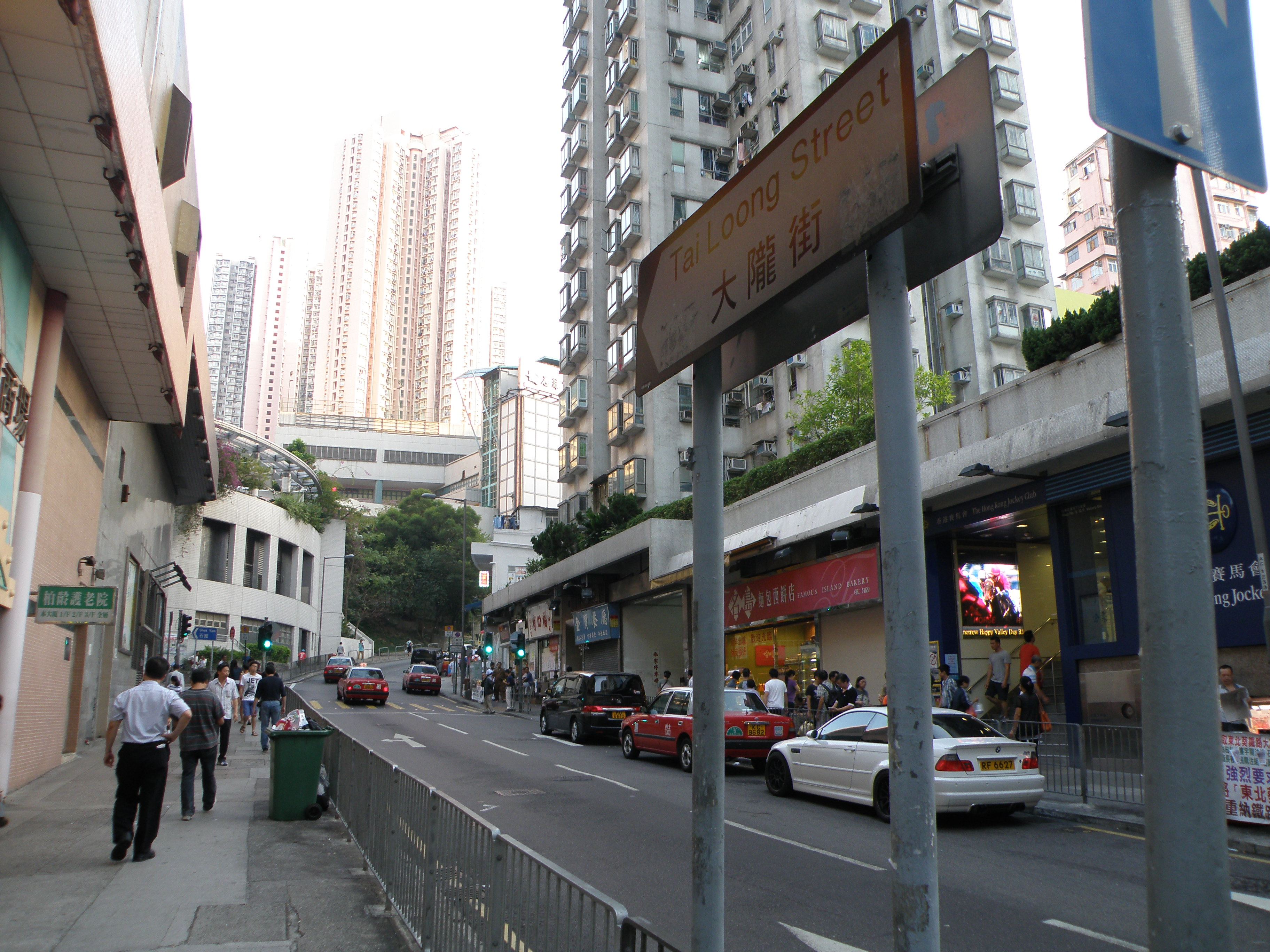
大隴街

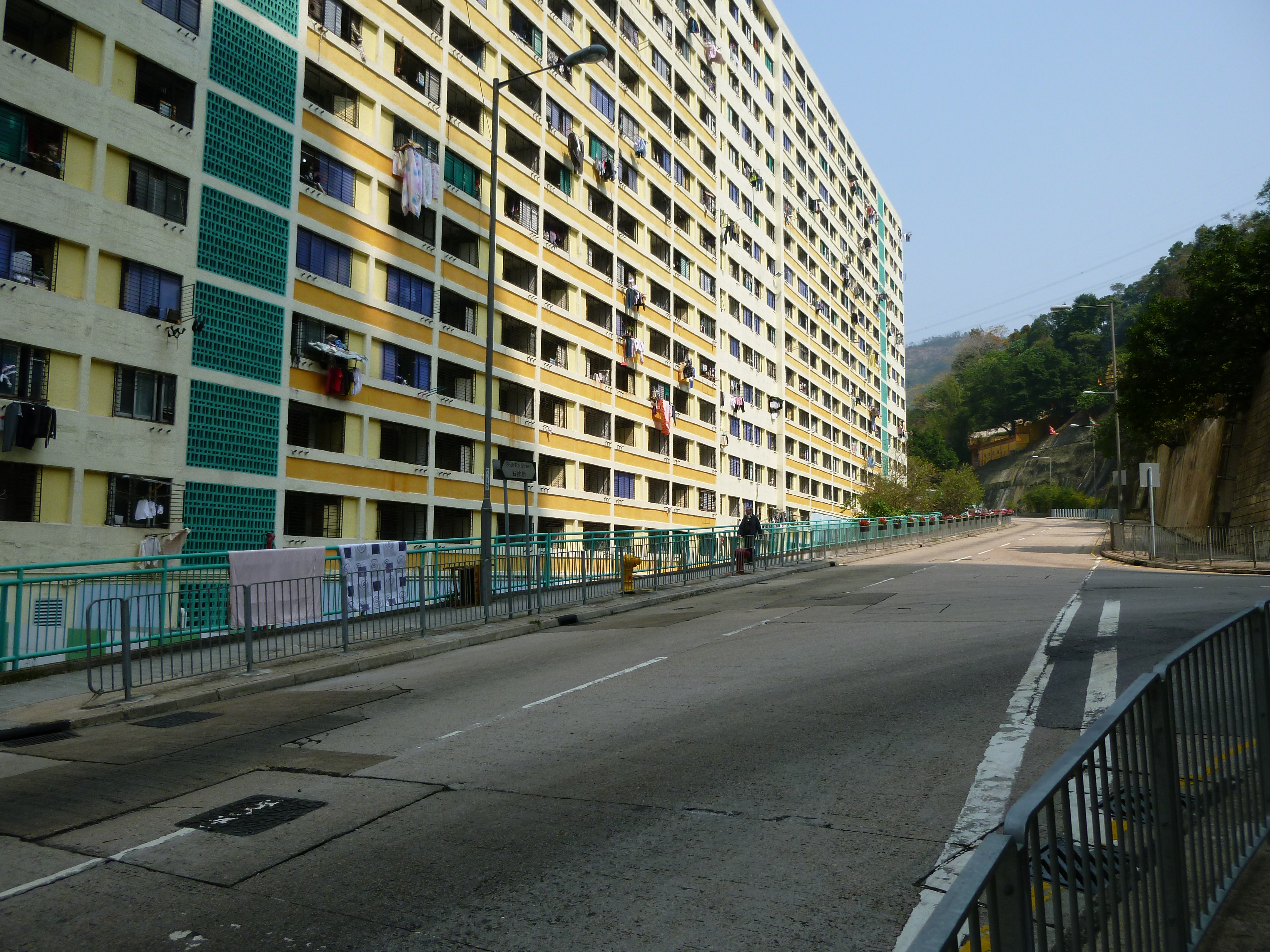
石排街

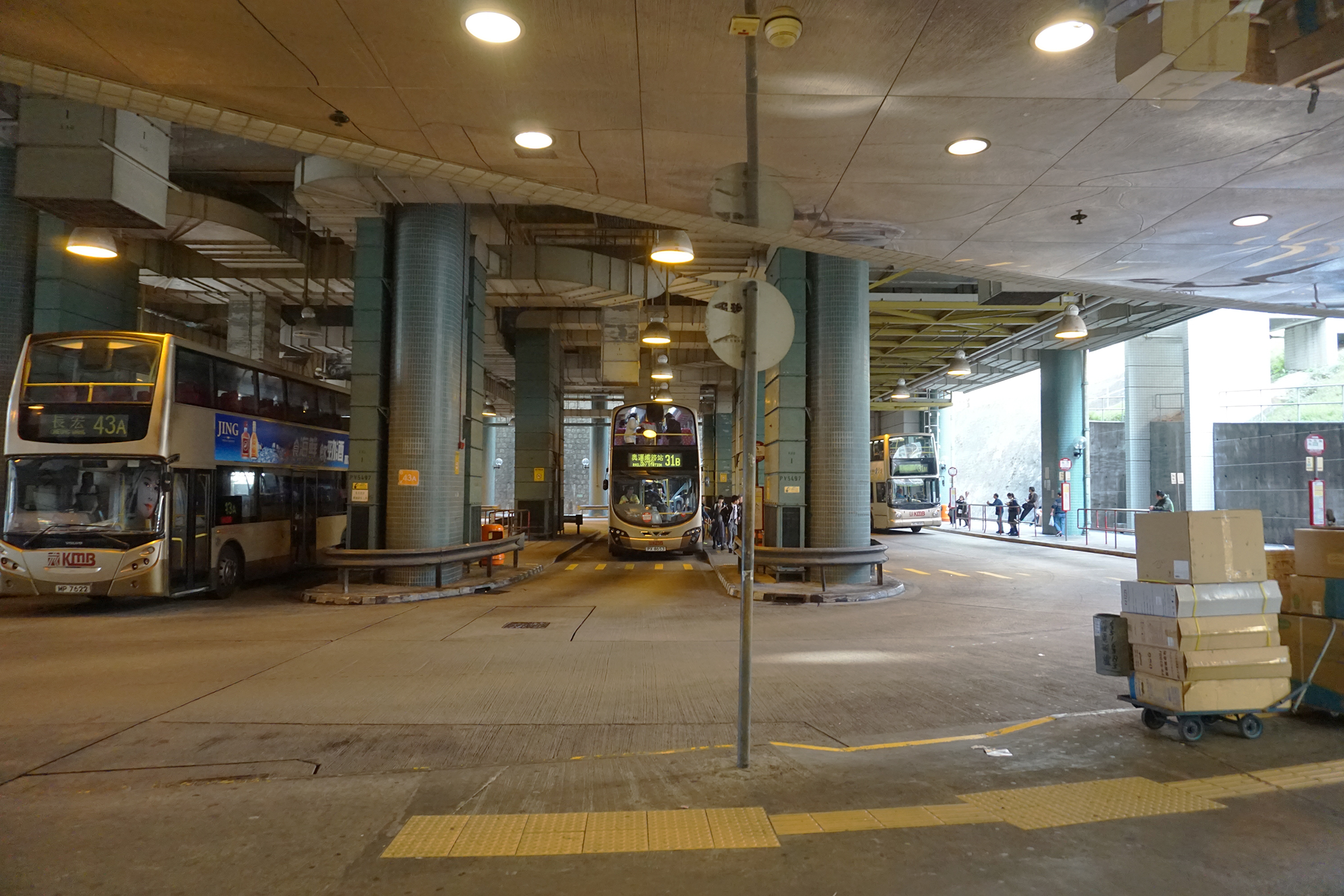
石籬（大隴街）巴士總站

### 區內街道
- 和宜合道
- 大隴街
- 石排街
- 石梨街
- 大白田街
- 打磚坪街

## 註腳